# Lali
Lali (persiska: لالی) är en stad i Iran.   Den ligger i provinsen Khuzestan, i den centrala delen av landet, 400 km sydväst om huvudstaden Teheran. Lali ligger 379 meter över havet och antalet invånare är 16 213.
Terrängen runt Lali är kuperad åt sydost, men åt nordväst är den platt.Runt Lali är det ganska glesbefolkat, med 48 invånare per kvadratkilometer. Lali är det största samhället i trakten. Omgivningarna runt Lali är i huvudsak ett öppet busklandskap.